# Borovicska

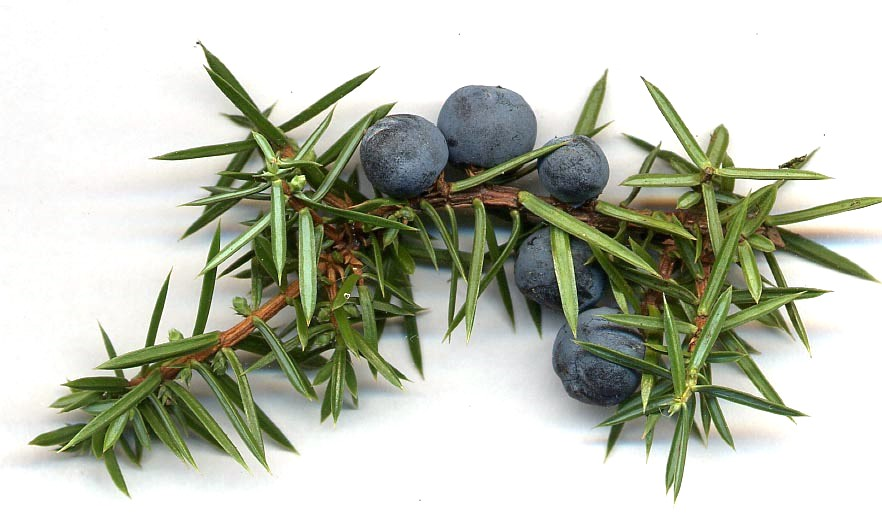
Borókabogyó

A borovicska (szlovákul: borovička) borókaízesítésű szeszes ital, melyet vagy borókapárlat és finomszesz elegyítésével, vagy a ginhez hasonlóan, finomszesz és borókabogyó együttfőzésével készítenek. Hagyományosan paraffinozott vagy kőrisfa hordókban érlelik, így a hordótól legfeljebb minimális ízt és színt vesz át. Borókaillata jellegzetes, a ginére emlékeztet.
Szlovákiában nemzeti italként tartják számon, de Csehországban is gyártják. A szlovák borovicska (Slovenská borovička) és annak több fajtája is az Európai Unió eredetvédett árujelzője. Ez utóbbiak a szigorúbban szabályozott Slovenská borovička Juniperus, illetve a szepesi, liptói és inóci borovicska. A borovicska, borovička kifejezések használatát önmagukban azonban nem szabályozza a hatályos EU-rendelet, azaz a borovicska nem egy hivatalos italkategória.
A szlovák nyelv szótára (Slovník slovenského jazyka) szerint a „borovička” (ejtsd: borovicska) kifejezés a „borókabogyó” (borievka) szóból származik.
Alkoholtartalma általában 38–40%; a szlovák törvények szerint borovička név alatt csak olyan terméket szabad forgalomba hozni, amelyik legalább 37,5% szeszt tartalmaz.[forrás?]

## Története
A történelmi dokumentumok szerint borovičkát először a 16. században Liptó vármegyében készítettek. A korabeli elbeszélések szerint a liptói specialitást Budán, illetve Bécsben is kedvelték.[forrás?]
A történelmi borovicskát kétféleképpen készítették. A trencséni borovicska tiszta borókapárlat volt, amít vízzel hígított, tiszta borókacefréből pároltak le. A szepesi módszer szerint a borókabogyót nem önmagában erjesztették meg, hanem gabona-, illetve később burgonyacefréhez is adták. Időnként egyszerűen kész gabonapárlatot ízesítettek a borókával, hideg áztatás útján.

## A legismertebb borovička-gyártók
- St. Nicolaus (Szlovákia)
- Old Herold (Szlovákia)
- Rudolf Jelínek (Csehország)
- Spišská Borovička (Szlovákia)